# Urbatagirk
Urbatagirk (en armenio, Ուրբաթագիրք ) es el primer libro impreso en lengua armenia, en el año 1512, por Hakob Meghapart en la ciudad de Venecia. Consta de 124 páginas, y es un documento vinculado a la iglesia católica armenia.